# Завод альфа-олефінів у Стенлоу
Завод альфа-олефінів у Стенлоу — підприємство у центральній частині Британії за півтора десятки кілометрів на південний схід від Ліверпуля, яке виробляє широкий спектр альфа-олефінів (ненасичених вуглеводнів з одним подвійним зв'язком, що міститься на початку молекули з лінійним ланцюжком атомів вуглецю).
Завод потужністю 170 тисяч тонн на рік ввели в експлуатацію у 1982-му. За п'ять років цей показник збільшили до 220 тисяч тонн, станом на 2000-й він становив 270 тисяч тонн, а в 2008-му — вже 330 тисяч. Завод використовує технологію олігомеризації етилену та випускає широкий спектр альфа-олефінів (у тому числі 52 тисячі тонн 1-октену). Його спорудила компанія Shell для забезпечення власних потреб у олефінах С10-С18, котрі були необхідні для випуску лінійних алкілбензолів, спиртів та мастильних матеріалів. При цьому більш легкі альфа-олефіни С4-С8 потрібні передусім як кополімери.
Необхідну сировину постачали із Шотландії по етиленопроводах Моссморан-Файф — Вілтон та Trans-Pennine. Останній, що закінчувався в Рункорні за десяток кілометрів від Стенлоу, сполучили з майданчиком короткою перемичкою RSEP. А на початку 1990-х ввели в дію ще один етиленопровід із Шотландії — NWEP.